# Große Loge von Preußen genannt Royal York zur Freundschaft
Die Große Loge Royal York zur Freundschaft (GL RYzF) ist eine der acht regulären Freimaurer-Großlogen, die bis 1935 im Deutschen Reich existierten. Sie wurde vermutlich 1752 in Berlin gegründet. Im Jahre 1760 erteilte ihr die Große National-Mutterloge „Zu den drei Weltkugeln“ (GNML 3WK) ein Konstitutionspatent und erkannte sie als Tochterloge mit dem Namen  De l’Amitié aux trois Colombes (deutsch: Freundschaft Zu den drei Tauben) an. Nach der Trennung von der GNML (3WK) erhielt sie letztlich ein Konstitutionspatent durch die Großloge von England. Ihre größte Verbreitung hatte sie 1932 mit 11.500 Mitgliedern in 104 Logen. Sie ist die jüngste der drei „altpreußischen Großlogen“. Sie existiert heute unter dem Namen Große Loge Royal York zur Freundschaft mit ihren ursprünglichen vier Tochterlogen (Urania zur Unsterblichkeit, Zur siegenden Wahrheit, Friedrich Wilhelm zur gekrönten Gerechtigkeit und  Pythagoras zum flammenden Stern) als Verbund innerhalb der Großloge der Alten Freien und Angenommenen Maurer von Deutschland (GL AFuAM) weiter.

## Geschichte
In Berlin gründeten französische Künstler und Gelehrte, die für Friedrich II. arbeiteten, die Logen La Concorde (1754) und L'Amitié (1751 oder 1752). Die Umstände der Gründung der Loge L'Amitié sind urkundlich nicht nachgewiesen. Eine erste Erwähnung findet die Loge erst in den Protokollen der Großen National-Mutterloge GNML (3WK). Danach hatte am 5. Mai 1760 der Redner der Loge L'Amitié  die GNML (3WK) darüber informiert, dass „eine gewisse Anzahl Freimäurer wünsche, eine eigene Loge zu errichten“. Tatsächlich wurde am 12. April 1761 dem königlichen Pensionär Cosme Patras, Stuhlmeister der neuen Johannisloge De l’Amitié aux trois Colombes ein Patent erteilt. Die drei Tauben verschwanden bald aus dem Namen und blieben lediglich durch das Wappen der heutigen Großloge in Erinnerung.
Am 27. Juli 1765 wurde der damals 26-jährige Prinz Eduard August, Duke of York and Albany, Bruder von Georg III., König von Großbritannien, aufgenommen. Der Herzog befand sich auf der Durchreise in Berlin, übernahm die Rolle des Protektors der Loge, die ihm zu Ehren den Namen „Loge Royale d’York de l’Amitié“ („Loge Royal York zur Freundschaft“) annahm. Als am 5. März 1767 die GNML (3WK) der Strikten Observanz beitrat trennte sich die Loge L'Amitié von ihrer Mutterloge. Die enge Verbindung nach England führte am 24. Juni 1767 zu einem Anschluss an die Großloge von England. Außer dem Patentbrief erhielten sie aber nichts, so dass die Loge ohne feste Vorschriften nach den verschiedensten Ritualen arbeitete. Die Zustände in der Loge um 1799 galten als desolat, einer ihrer vorsitzenden Meister nannte selbst die bearbeiteten Rituale, die teilweise aus dubiosen Quellen stammten, als absurd und läppisch. Zu dieser Zeit wurde neben den drei üblichen Freimaurergraden noch ein vierter „Elû“-Grad bearbeitet.

### Anerkennung durch London
Eine Wende trat für die Loge 1773/74 ein. Am 30. November 1773 hatte London die Große Landesloge der Freimaurer von Deutschland anerkannt. Nun untersagte London der Royal York, eigene Logen zu gründen, und stellte ihnen frei, unter der Großloge von England zu bleiben oder zur Großen Landesloge zu wechseln. Am 19. Mai 1774 schloss sich die Royal York der Großen Landesloge an. Die großen Unterschiede in den Sichtweisen über Freimaurerei und in den bearbeiteten Ritualen und Graden führten 1778 zum Bruch. Die Royal York arbeitete nach französischem Ritual, teils in französischer, teils in deutscher Sprache. Nach den drei allgemeinen Freimaurergraden erteilte die Loge noch zahlreiche Hochgrade: Elû des Quinze et des Neuf et de Perignan, Ecossois rouge, Ecossois Vert de St. André, Chevalier de l'Aigle et de Pelican ou Prince souverain de Roge Croix und für ein paar Jahre auch den Chevalier de Triple-Croix.
In dieser schwierigen Zeit wurde die Loge durch ihren Meister vom Stuhl Jean Pierre Delagoanère am Leben erhalten. Nach seiner beruflichen Versetzung nach Emmerich 1784 stiftete er im Namen der Royal York zwölf auswärtige Tochterlogen, was die Royal York faktisch zu einer Mutter-Loge machte. Bereits 1773 war Delagoanère zum Großmeister ernannt worden. Der Anschluss an die Große Landesloge ist innerlich wie auch strukturell nie durchgeführt worden. Die Große Landesloge weigerte sich sogar, der Royal York ihre Ritualakten zu übersenden.
Delagoanère hatte 1779 ein Grundstück in der Dorotheenstraße in Berlin gekauft, auf dem die spätere Großloge ihre Heimat fand. Nach Delagoanères Tod wurde der Hofjuwelier Louis Baudesson sein Nachfolger als Meister vom Stuhl der Royal York de l’Amitié. Als dieser nach nur kurzer Amtszeit verstarb, übernahm der Schauspieler Claude Étienne Le Bauld de Nans die Leitung und trieb die Reformen innerhalb der Loge voran.

### Der Weg in die Unabhängigkeit als Großloge
Die Royal York stiftete zahlreiche Tochterlogen englischer Konstitution innerhalb und außerhalb des damaligen Deutschen Reiches. Bis 1793 affiliierte die Royal York insgesamt neunzehn Logen, parallel wuchs der Wunsch nach einer Loslösung von der Londoner Großloge. In diese Zeit fiel auch die Umstellung, dass die Rituale in deutscher statt wie bisher in französischer Sprache abgehalten wurden; ausgenommen waren die Eröffnung und Schließung der Loge, die weiterhin in französischer Sprache abgehalten wurde.
König Friedrich Wilhelm II, selbst kein Freimaurer, lehnte eine Loslösung von der englischen Großloge ab. Sein Bestreben war, dass die Royal York zur Freundschaft sich mit der Großloge zu den drei Weltkugeln vereinigen und in ihr aufgehen sollte, sein Plan wurde aber 1797 mit seinem Tod fallen gelassen. Erst sein Thronnachfolger, König Friedrich Wilhelm III. von Preußen, ermöglichte die Unabhängigkeit.
Zu dieser Zeit trat Ignaz Aurelius Feßler in die Royal York ein und wurde, zur eigenen Überraschung, schnell mit der Reform der Rituale betraut. Bis zum 3. August 1797 überarbeitete er sämtliche Grade und erstellte eine neue Fundamental-Konstitution. Am 4. Januar 1798 gelang es Feßler, von König Friedrich Wilhelm III. die Einwilligung zu einem Protektorat zu erhalten.
Am 11. Juni 1798 wurde die Mutter-Loge Royal York in vier Tochterlogen geteilt, um die Basis für eine Großloge zu schaffen. Diese Logen waren: „Friedrich Wilhelm zur gekrönten Gerechtigkeit“, „Zur siegenden Wahrheit“, „Urania zur Unsterblichkeit“ und „Pythagoras zum flammenden Stern“. Unterstützt wurden diese von den Logen in Bromberg Zum Janus, Schweidnitz Hercules und Kalisch Socrates zu den 3 Flammen. Kurz danach erfolgte auch die rechtliche Gründung als Großloge unter dem Namen „Großloge Royal York genannt zur Freundschaft“ und deren Anerkennung durch die beiden anderen altpreußischen Großlogen. Am 20. Oktober 1798 erließ Friedrich Wilhelm III. ein Edikt, das nur den drei Berliner Großlogen die freimaurerische Arbeit in Preußen erlaubte. Vier Monate vorher hatte er das Protektorat über die Großloge übernommen.
An der Umgestaltung zur Großloge war maßgeblich Ignaz Aurelius Feßler beteiligt. Feßler war ehemaliger Kapuziner und Priester und 1783 Freimaurer geworden. Schon 1792 war er zur „Royal York“ gewechselt, trat dort aber bereits 1802, nach Streitigkeiten, wieder aus. Seine kurze Zeit bei der „Royal York“ war sehr aktiv. Er gilt als Begründer der Großloge, war Zugeordneter (stellvertretender) Großmeister und formte das ganze Ritualsystem neu.
Feßler plante ursprünglich ein an die englische Maurerei angelehntes 3-Grad-System ohne Hochgrade. Da er mit diesem Plan auf Widerstand stieß, reformierte er die bereits bearbeiteten vier Hochgrade zu Erkenntnisstufen und setzte ihnen noch einen Innersten Orient als höchsten Grad auf.
Der Innere Orient hat die Aufgabe, Kenntnisse über die Entstehung und historische Entwicklung der Großlogensysteme aller Zeiten unter den Brüdern zu verbreiten und in den Arbeiten das Wesen des Freimaurerbundes gegenüber den anderen ethischen und religiösen Gesellschaften zu verdeutlichen. Dabei soll alles ferngehalten werden, was dem innersten Wesen der Freimaurerei fremd ist. – Der Innerste Orient bildet die oberste „wissenschaftliche“ Abteilung der Obödienz und hat die Pflicht, über die Aufgaben des Inneren Orients hinausgehend Erkenntnisse zur Eigenart des Systems der Großen Loge Royal York zur Freundschaft zu fördern, Fragen des Rituals und der Lehre zu behandeln und diesbezüglich Anträge an die Große Loge zur Weiterentwicklung des Brauchtums auszuarbeiten.

### Blütezeit und soziales Engagement

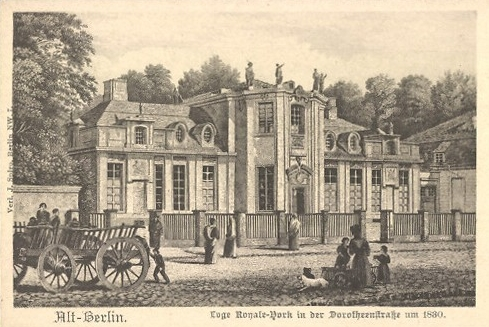
Die Villa Kamecke, die spätere Loge Royal York, auf einem alten Stich.

Um 1779 kaufte die Royal York ein eigenes Logenhaus; es handelte sich das Kameksche Landhaus in der Dorotheenstraße. Eine Besonderheit der Großloge war das Konzept des offenen Kulturzentrums. Die Royal York nutzte das Gebäude, den Garten und die Orangerie für öffentliche Versammlungen, Bälle und wohltätige Konzerte.
Im 19. Jahrhundert war die Royal York die mitgliederstärkste Großloge der drei preußischen Großlogen. Um 1790 trat der Philosoph Johann Gottlieb Fichte in die Royal York ein und disputierte öfter mit Feßler. Er bekleidete in der Großloge das Amt des Großredners.
Bis zum Jahre 1828 traten 25 neue Logen der Royal York bei; diese bestanden zum Teil aus schon vorhandenen Logen oder es waren Neugründungen. Ein Teil dieser Logen löste sich aber wegen der unterschiedlichen Politik im Norden und Süden des Deutschen Reiches wieder auf. So traten die Logen in Bayreuth, Fürth, Mainz und Mannheim aus. Einen weiteren großen Zuwachs erfuhr die Royal York im Jahre 1866, als das Königreich Hannover an Preußen angeschlossen wurde. 17 Logen traten anschließend der Royal York bei.

### Veränderungen in der Struktur und dem christlichen Prinzip der Royal York
Am 22. Mai 1840 wurde der Thronfolger Prinz Wilhelm von Preußen Mitglied im Bund der Freimaurer und übernahm gleichzeitig die Protektion der drei preußischen Großlogen
- Zu den drei Weltkugeln,
- Freimaurerorden und
- Royal York zur Freundschaft,

um diese einander näher zu bringen.
Als die Großloge Royal York 1798 gegründet wurde, stand ihre christliche Grundlage bereits fest. So steht im Grundgesetz der Großloge von 1800 als Bedingung für ein Neumitglied, dass er „irgendeiner in dem Staate geduldeten christlichen Religionskonfession zugetan sei“.
In den Jahren 1815 und 1842 wurde angeregt, das christliche Prinzip zu streichen, damit auch jüdischen Brüdern erlaubt sein würde, die Tempelarbeiten der Royal York zu besuchen. 1854 wurde die christliche Bestimmung für besuchende Brüder aufgehoben, und 1872 wurde das christliche Prinzip der Royal York komplett aufgegeben, wodurch auch die Aufnahme von Juden als vollberechtigte Mitglieder möglich wurde; allerdings blieb den jüdischen Mitgliedern der Beitritt in den Inneren Orient untersagt.
1884 wurde Hermann Settegast, ohne vorhergehende Erfahrung mit Ämtern in der Loge, in das Amt des zugeordneten (abgeordneten) Großmeisters der Großloge gewählt. Dies geschah auf Empfehlung des damaligen Großmeisters Ludwig Herrig.
Als Herrig im Jahre 1889 verstarb, übernahm Settegast das Amt des Großmeisters der Royal York Großloge. Settegast plante eine umfangreiche Reform der Großloge. Insbesondere sollten die Hochgrade abgeschafft werden und die Mitgliedschaft im Inneren Orient auch jüdischen Männern offenstehen. Nachdem seine Reformpläne erfolglos geblieben waren, trat er 1890 aus und schloss sich der Großloge von Hamburg an.
Zu Beginn des Ersten Weltkrieges strich die Großloge das „Royal York“ aus ihrem Namen, aus Protest gegen den Kriegseintritt Englands.
Zwischen 1920 und 1930 wurden 22 Logen gegründet. Die Gesamtzahl der Mitglieder stieg auf 11.000 Brüder in 112 Logen, die in der Royal York konstituiert waren.

### Verbot im Nationalsozialismus
Im Zuge der Schikanen von 1933–1935 und des Verbots von 1935 wurde auch die Royal York zur Freundschaft aufgelöst. Wie die Große National-Mutterloge „Zu den drei Weltkugeln“, mit der die Große Loge von Preußen, genannt „Zur Freundschaft“, eng verbunden war, wandelte auch sie sich am 11. April 1933 in den „Deutsch-Christlichen Orden Zur Freundschaft“ um. Großmeister Oskar Feistkorn unterrichtete am gleichen Tage das Preußische Staatsministerium des Innern. Die Auflösung der Großloge wurde dennoch angeordnet. Auch eine direkte Intervention von Hjalmar Schacht (Mitglied der Loge Urania zur Unsterblichkeit) bei Adolf Hitler änderte nichts. Am 16. Juli 1935 fand die Abschlussfeier statt.

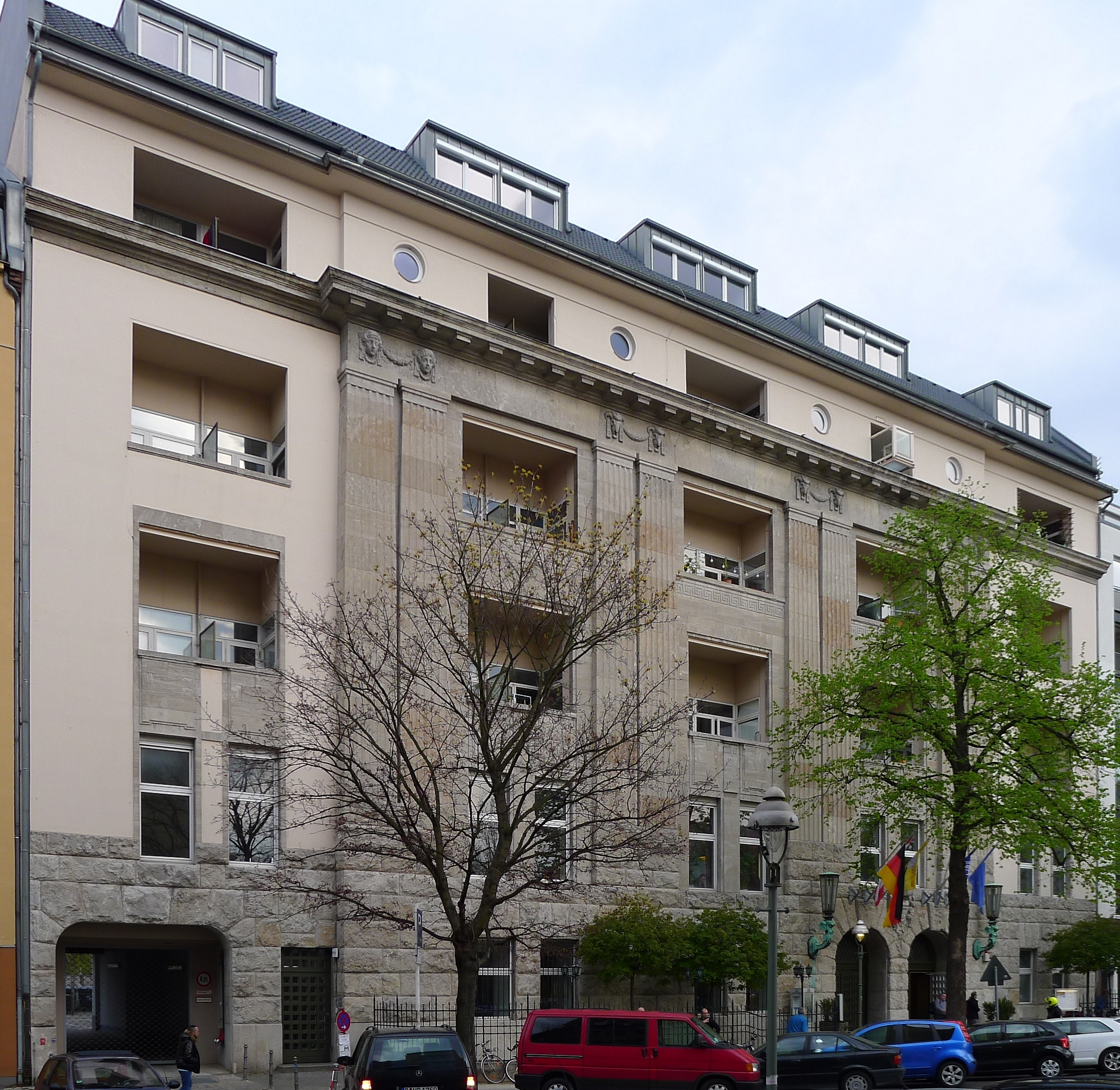
Logenhaus, Emser Straße, Berlin-Wilmersdorf

Nach dem Zweiten Weltkrieg lagen die meisten Tochterlogen auf dem Gebiet der sowjetischen Besatzungszone, im neu entstandenen Gebiet Polens und im Ostsektor Berlins. Am 27. März 1946 fand im Ratskeller des Rathauses Schöneberg mit Genehmigung der amerikanischen Militärregierung die erste Nachkriegslogenversammlung von ehemaligen Mitgliedern der Großloge statt, in der die Wiederbelebung der Großloge beschlossen wurde. Sie gab sich den Namen „Große Loge Royal York zur Freundschaft“. Erster Großmeister wurde August Horneffer.
Die Tochterlogen in den westlichen Besatzungszonen konnten sich nicht der GL RYzF in Berlin anschließen, da die Verbindung der ehemaligen preußischen Großlogen mit Sitz in Berlin nach Westdeutschland durch den Alliierten Kontrollrat verboten worden war. Die GL RYzF gründete in Westberlin 1950 zusammen mit der GL „Zu den Alten Pflichten“, in der sich ehemalige Logen der Großloge Hamburg vereinigt hatten, die VGLiB, deren erster Großmeister ebenfalls August Horneffer wurde.
Als es am 19. Juni 1949 zur Gründung der „Vereinigte Großloge der Freimaurer von Deutschland“ (VGL) kam, schloss sich die GL RYzF der heutigen GL AFuAM an.
Am 18. September 1954 wurde auf dem Großlogentag in Coburg zwischen der VGLiB und der VGL ein „Brüderliches Übereinkommen“ geschlossen, das in den Mitgliederversammlungen beider Organisationen am 2. und 18. September 1954 bestätigt wurde. Dieses Abkommen wurde in Zukunft als „Coburger Abkommen“ bezeichnet.
Die Logen der GL RYzF aus Westberlin traten im sog. „Coburger Abkommen“ der VGL bei, die sich nun GL AFuAM nannte. Es wurde in diesem Abkommen den verbliebenen Tochterlogen erlaubt, ihre Eigenart und ihr besonderes Ritual beizubehalten. Sie wählen weiterhin einen „Großmeister“, der aber nach den Satzungen der VGLvD nicht den anderen Großmeistern gleichgestellt ist. Die Einrichtung von „Innerem Orient“ und „Innerstem Orient“ war beim „Brüderlichen Übereinkommen“ kein Thema, wurde aber von der Großen Loge Royal York als folgerichtig gesehen.

### Settegast-Streit
Im Umfeld des Wirkens Hermann Settegasts in der Großloge „Royal York“ entstand ein Rechtsstreit, der für die Freimaurerei in Preußen und in ganz Deutschland große Auswirkungen hatte. Nachdem sich Settegast der Großloge von Hamburg angeschlossen hatte, versuchte er ihre humanitären Grundsätze auch in Berlin durchzusetzen, indem er eine Tochterloge gründete. Laut des Königlichen Ediktes von 1798 durften in Preußen nur die drei altpreußischen Großlogen freimaurerisch arbeiten. Settegast versuchte zunächst eine Genehmigung der Regierung zu bekommen, wurde aber 1892 von Innenminister Herrfurth abgewiesen. Da die Großloge von Hamburg keinen Sinn in einem weiteren Streit sah, trat Settegast aus und gründete mit seinen Berliner Freunden am 27. November 1892 eine eigene, irreguläre Großloge unter dem Namen Große Freimaurerloge von Preußen, genannt Kaiser Friedrich zur Bundestreue. Aufgrund des Ediktes wurde die neue Großloge von der Polizei verboten. Settegast beschloss nun, sein Recht gerichtlich durchzusetzen. Der Weg durch die Instanzen endete am 22. April 1893 beim Königlichen Oberverwaltungsgericht, das das alte Edikt außer Kraft setzte.
Die neue Großloge entfaltete eine rege Tätigkeit und auch die anderen deutschen Großlogen begannen in Berlin Logen zu gründen. Eine Anerkennung für seine Großloge erhielt Settegast aber weder von den altpreußischen Großlogen noch von den humanitären Großlogen des Deutschen Großlogenbundes. Innerhalb weniger Jahre hatte die neue Großloge zwölf Tochterlogen und eine eigene Großlogenzeitschrift. Anerkennung bekam die Settegast-Großloge aus dem Ausland von der Symbolischen Großloge von Ungarn und dem Großosten der Niederlande.

## Bekannte Mitglieder
- Eduard August, Duke of York and Albany, * 1739; † 1767
- Johann Gottfried Schadow, * 1764; † 1850
- Karl August von Hardenberg, * 1750; † 1822
- Ignaz Aurelius Feßler, * 1756; † 1839
- Johann Gottlieb Fichte, * 1762; † 1814
- Paul Grosser, * 1880; † 1934
- Karl Heinrich Ferdinand Schütze, * 1778; † 1860
- Hermann Settegast, * 1819; † 1908
- Heinrich zu Schoenaich-Carolath, * 1852; † 1920 (Großmeister)